# 岩田修二
岩田 修二（いわた しゅうじ、1946年4月18日 - ）は、日本の地理学者。東京都立大学 (1949-2011)名誉教授。

## 人物
主に、山岳地域、極地をフィールドに地形学、自然地理学、第四紀学の研究を進めている。日本やヒマラヤ、南極などでの周氷河地形、氷河地形研究の成果がある。寒冷地形談話会の創立メンバーの一人。その他、各地の地誌学的な研究や、日本アルプスにおける環境保全に関する研究や活動も行っている。上高地自然史研究会元代表。

## 来歴
神戸市に生まれる。六甲高等学校卒、1971年明治大学文学部史学地理学科卒業。1976年東京都立大学 (1949-2011)大学院理学研究科博士課程単位取得退学。
1978年 東京都立大学理学部地理学科地誌学研究室の助手に採用。1981年秩父宮記念学術賞受賞。1983年、東京都立大学より理学博士の学位を取得。
1987年三重大学人文学部助教授、1990年教授。1994年東京都立大学理学部地理学科教授。2005年首都大学東京都市環境学部教授。2006年定年退官、名誉教授、立教大学観光学部教授。2012年退職。

## 著書
- 『自然環境とのつきあい方 1 山とつきあう』岩波書店 1997
- 『氷河地形学』東京大学出版会 2011

### 共編著
- 『地図を学ぶ 地図の読み方・作り方・考え方』菊地俊夫共編著 二宮書店 めぐろシティカレッジ叢書 2005
- 『日本の地誌 日本総論 1(自然編)』中村和郎,新井正,米倉伸之共編 朝倉書店 2005
- 『地球史が語る近未来の環境』日本第四紀学会,町田洋,小野昭共編 東京大学出版会 2007
- 『日本の地誌 6 首都圏 群馬県・栃木県・茨城県・長野県・山梨県・新潟県 2』斎藤功,石井英也共編 朝倉書店 2009

## 論文
- 岩田修二「気候と氷河」『Hielo Patagonico Sur : 六甲学院山岳会パタゴニア登山隊報告』、六甲学院山岳会、1970年、56-60頁、CRID 1572261551121377920。
- 小疇尚, 清水文健, 岩田修二, 岡沢修一「関東山地の岩塊流」『東北地理』第24巻第1号、東北地理学会、1972年、50頁、doi:10.5190/tga1948.24.50、ISSN 03872777、CRID 1390001205146404608。
- 小疇尚, 野上道男, 岩田修二「北海道東部の ice-wedge cast」『地学雑誌』第83巻第1号、東京地学協会、1974年、48-60頁、doi:10.5026/jgeography.83.48、ISSN 0022135X、CRID 1390282679205314688。
- 小疇尚, 野上道男, 岩田修二「ひがし北海道の化石周氷河現象とその古気候学的意義」『第四紀研究』第12巻第4号、日本第四紀学会、1974年、177-191頁、doi:10.4116/jaqua.12.177、ISSN 04182642、CRID 1390282681473889024。
- 岩田修二「白馬岳山頂付近の地形 地形と残雪・氷河とのかかわりあい」『地理』第19巻第2号、古今書院、1974年2月、28-37頁、ISSN 05779308、CRID 1522262179908339200。
- 岩田修二, 藤井理行, 樋口敬二「ネパール ヒマラヤの構造土」『地学雑誌』第85巻第3号、東京地学協会、1976年、143-11頁、doi:10.5026/jgeography.85.3_143、ISSN 0022135X、CRID 1390282679206010112。
- 岩田修二「根釧原野,上春別付近の周氷河非対称谷」『地理学評論』第50巻第8号、日本地理学会、1977年、455-470頁、doi:10.4157/grj.50.455、ISSN 00167444、CRID 1390282679310441344。
- 岩田修二「白馬岳の砂礫斜面」『地学雑誌』第89巻第6号、東京地学協会、1980年、Plate1-Plate2、doi:10.5026/jgeography.89.6_plate1、ISSN 0022-135X、CRID 1390282679205977472。
- 岩田修二「白馬岳の砂礫斜面に働く地形形成作用-移動様式とその強度-」『地学雑誌』第89巻、1980年、319-335頁、CRID 1571417126341630336。
- ホッペ グンナー, 岩田修二「高緯度地域におけるリモートセンシング」『地学雑誌』第90巻第2号、東京地学協会、1981年、85-92頁、doi:10.5026/jgeography.90.85、ISSN 0022135X、CRID 1390282679214624768。
- 岩田修二「周氷河現象」『日本第四紀地図解説』、東京大学出版会、1987年、46-51頁、CRID 1571980074481638528。
- 浅井辰郎, 岩田修二, 貝塚爽平, 鈴木啓助, 千葉達朗, 中村和郎, 早川由紀夫, 平川一臣, 森脇広「アイスランドの自然地理学」『地理学評論』第64巻第2号、日本地理学会、1991年、95-124頁、doi:10.4157/grj1984a.64.2_95、ISSN 00167444、CRID 1390001205423055488。
- 岩田修二, 森脇喜一「1990年度秋季学術大会シンポジウム 極地と高山の地形―世界の周氷河期環境の中で日本の位置づけ―」『地理学評論』第64巻第3号、日本地理学会、1991年、193-203頁、doi:10.4157/grj1984a.64.3_193、ISSN 00167444、CRID 1390282680399769216。
- 岩田修二, 白石和行, 海老名頼利, 松岡憲知, 豊島剛志, 大和田正明, 長谷川裕彦「セールロンダーネ山地地学調査隊報告 1990/91(JARE-32)」『南極資料』第35巻第3号、1991年11月、355-401頁、doi:10.15094/00008739、ISSN 0085-7289、CRID 1390290699659556992。
- 森脇広, 岩田修二「アイスランドにおける最終氷期後半以降の氷河作用と氷河性アイソスタシー変動」『第四紀研究』第31巻第4号、日本第四紀学会、1992年、229-241頁、doi:10.4116/jaqua.31.229、ISSN 04182642、CRID 1390001206495337728。
- 岩田修二「上高地の地形変化と環境保全」『地形』第13巻、1992年、283-296頁、CRID 1570854174715509632。
- 岩田修二, 上田豊, 大畑哲夫「チベット東南部ポテチュー谷における木片および埋没土壌の年代とその古環境復元上の意義」『名古屋大学加速器質量分析計業績報告書』第4巻、名古屋大学年代測定資料研究センター 天然放射性元素測定小委員会、1993年3月、27-35頁、doi:10.18999/sumrua.4.27、CRID 1390290699381124352。
- 岩田修二, 宮本真二「ヒマラヤにおける環境利用の歴史的変遷」『Tropics』第5巻第3/4号、日本熱帯生態学会、1996年、243-262頁、doi:10.3759/tropics.5.243、ISSN 0917-415X、CRID 1390001204424772480。
- 岩田修二「ネパールヒマラヤクンブ地域のコンマ氷河の最近19年間の変化」『地学雑誌』第106巻第2号、東京地学協会、1997年、late12-plate12、doi:10.5026/jgeography.106.plate12、ISSN 0022-135X、CRID 1390282679205572096。
- 岩田修二「ヒマラヤの氷河変動」『地学雑誌』第106巻第2号、東京地学協会、1997年、302-304頁、doi:10.5026/jgeography.106.302、ISSN 0022135X、CRID 1390282679205602304。
- 進望, 石川愼吾, 岩田修二「上高地・梓川における河畔林のモザイク構造とその形成過程」『日本生態学会誌』第49巻第2号、日本生態学会、1999年、71-81頁、doi:10.18960/seitai.49.2_71、ISSN 00215007、CRID 1390282679269791616。
- 岩田修二「「氷河」という訳語の由来」『雪氷』第62巻第2号、日本雪氷学会、2000年、129-136頁、doi:10.5331/seppyo.62.129、ISSN 03731006、CRID 1390001206460125824。
- 岩田修二「『「氷河」という訳語の由来』へのコメントに対する回答」『雪氷』第62巻第5号、日本雪氷学会、2000年、487-488頁、doi:10.5331/seppyo.62.487、ISSN 0373-1006、CRID 1390001206461059968。
- 福井幸太郎, 岩田修二「立山，内蔵助カールでの永久凍土の発見」『雪氷』第62巻第1号、日本雪氷学会、2000年、23-28頁、doi:10.5331/seppyo.62.23、ISSN 03731006、CRID 1390282681438647936。
- 岩田修二「地域研究を地誌に改造する方法 : ネパールを例に」『地誌研年報』第9巻、広島大学総合地誌研究資料センター、2000年3月、33-46頁、ISSN 0915-5449、CRID 1050564287900092928。
- 岩田修二, 平川一臣, 松岡憲知「特集「アジアの山岳氷河と山岳永久凍土」の編集にあたって」『地学雑誌』第111巻第4号、東京地学協会、2002年、473-475頁、doi:10.5026/jgeography.111.4_473、ISSN 0022135X、CRID 1390282679207399808。
- 岩田修二「天山山脈ウルムチ河源頭6号氷河の20年間の変化の研究」『地学雑誌』第113巻第3号、東京地学協会、2004年、430-433頁、doi:10.5026/jgeography.113.3_430、ISSN 0022135X、CRID 1390282679207121024。
- 小森次郎, 岩田修二, Gurung Deo Raj「ヒマラヤ東部における氷河湖とその拡大傾向」『日本雪氷学会全国大会講演予稿集』第2004巻、日本雪氷学会、2004年、146-146頁、doi:10.14850/jssi.2004.0.146.0、ISSN 0919-7346、CRID 1390282680503132288。
- 澤柿教伸, 岩田修二, 福井幸太郎「流れた地形，氷と水 ー地球の地形から火星を読み解くー」『日本雪氷学会全国大会講演予稿集』第2004巻、日本雪氷学会、2004年、181-181頁、doi:10.14850/jssi.2004.0.181.0、ISSN 0919-7346、CRID 1390282680503192960。
- 岩田修二「第四紀学が予測する近未来の環境」『学術の動向』第10巻第10号、日本学術協力財団、2005年、80-81頁、doi:10.5363/tits.10.10_80、ISSN 1342-3363、CRID 1390001205029110272。
- 岩田修二「ジオツーリズムとは何か，その可能性？」『日本地理学会発表要旨集』2008s、日本地理学会、2008年、270-270頁、doi:10.14866/ajg.2008s.0.270.0、CRID 1390282680668448384。
- 岩田修二「宇宙から見た中央アジア，パミールのフェドチェンコ氷河の特徴」『北海道地理』第84巻第1号、北海道地理学会、2009年、33-43頁、doi:10.7886/hgs.84.33、ISSN 18822118、CRID 1390001205461605376。
- 岩田修二「高地アジアの氷河を越える家畜群」『立教大学観光学部紀要』第11巻、2009年3月、110-121頁、doi:10.14992/00006295、ISSN 1344767X、CRID 1390290699760712576。
- 成瀬廉二, 岩田修二, 安成哲三, 藤井理行「パタゴニア氷河研究の萌芽－1960年代の学術探検－」『雪氷』第73巻第1号、日本雪氷学会、2011年、15-27頁、doi:10.5331/seppyo.73.1_15、ISSN 03731006、CRID 1390011461951987712。
- 岩田修二「防災工事が破壊する上高地での活動」『日本地理学会発表要旨集』2011s、日本地理学会、2011年、254-254頁、doi:10.14866/ajg.2011s.0.254.0、CRID 1390282680671496832。
- 岩田修二「高校地理教科書の造山帯の説明は誤り」『日本地理学会発表要旨集』2013s、日本地理学会、2013年、170頁、doi:10.14866/ajg.2013s.0_170、CRID 1390282680672928768。
- 岩田修二「氷河変動とは何か : メカニズムと調査方法に関する復習」『平成25年度北海道大学低温科学研究所共同利用研究集会『氷河変動の地域性に関する地理的検討』報告書』、北海道大学低温科学研究所、2014年5月、1-6頁、CRID 1050001202569936512。
- 岩田修二「再考：「氷河」という訳語の由来」『雪氷』第84巻第2号、日本雪氷学会、2022年3月、167-173頁、doi:10.5331/seppyo.84.2_167、ISSN 0373-1006、CRID 1390291767761128704。
- 岩田修二「北極評議会による北極地域の拡大と北極地誌」『地理学評論. Series A』第95巻第4号、2022年7月、247-262頁、ISSN 18834388、CRID 1520011340328043648。

## 関連文献
- 澤柿教伸「岩田修二：氷河地形学」『地理学評論 Series A』第84巻第4号、日本地理学会、2011年、377-378頁、doi:10.4157/grj.84.377、ISSN 1883-4388、CRID 1390282680277455616。